# Death Strip
Death Strip (High Stakes, auch Melanie Rose) ist ein US-amerikanischer Thriller von Amos Kollek aus dem Jahr 1989.

## Handlung
Melanie Rose (Sally Kirkland), genannt Bambi, ist eine Stripperin in New York City, die für den brutalen Zuhälter Slim (Richard Lynch) arbeitet. Sie hasst die Tätigkeit, nimmt sie aber auf sich, um ihre Tochter zu ernähren. Eines Nachts findet sie in der Nähe ihres Hauses beim Müll einen bewusstlosen Mann, John Stratton (Robert LuPone). Der skrupellose Börsenhai wurde überfallen und zusammengeschlagen. Aus Mitgefühl nimmt sie ihn mit sich in ihre Wohnung.
Eine Unterhaltung beginnt, in der sich die beiden über ihre Desillusionierung in Bezug auf den Verlauf ihres Lebens austauschen. Ihr Gespräch wird durch die Ankunft eines Handlangers von Slim unterbrochen, der Geld von Bambi verlangt. John Stratton legt sich mit ihm an, und die beiden geraten in ein Handgemenge, in deren Verlauf Bambi und John mit 4.000 USD abhauen, die eigentlich Slim gehören.
Rose und Stratton verlieben sich und beschließen, ihr Leben neu zu ordnen. Doch Slim, für den Rose bisher arbeitete, rächt sich, in dem er ihre Tochter Karen (Sarah Michelle Gellar) entführt. Stratton setzt alles daran, zusammen mit ihr das Kind zu retten, was in ein gefährliches Spiel mit Slim ausartet. Am Höhepunkt der Filmhandlung steht eine gewalttätige Auseinandersetzung zwischen John und Slim, die russisches Roulette beinhaltet.

## Rezeption
Vincent Canby bezeichnete den Film in der New York Times als eine romantische Komödie. Die Komödie sei allerdings kein Genre, in dem sich Regisseur Amos Kollek besonders heimisch fühle. Dem Film fehle der Witz. Sally Kirkland wirke „aristokratisch“, sie spiele jedoch mit „Enthusiasmus“.
Lisa Marie Bowman empfindet die Thrillerhandlung als vorhersehbar, allein Richard Lynchs durchgeknallter darstellerischer Leistung als Slim kann sie einiges abgewinnen. Zwischen Lupone und Kirkland stimme jedoch die Chemie in der eher romantischen Rahmenerzählung. Vor allem Kirkland liefere eine wahre Glanzleistung, indem es ihr gelänge, eine stereotype Figur mit unerwarteten Nuancen auszustatten. Gänzlich entgegen ihrer Erwartung habe sich der Film am Ende als regelrecht zauberhaft und berührend erwiesen.
Das Branchenportal Filmdienst hingegen urteilt knapp, es handele sich um eine „Groschengeschichte, die allenfalls durch ihre Besetzung Aufmerksamkeit“ errege und die Cinema findet gar, es sei ein „mieser B-Film“.

## Produktion und Hintergrund
Der Film wurde in New York City gedreht. Er startete in den Kinos der USA am 17. November 1989. Er war Sarah Michelle Gellars Filmdebüt: sie war zum Drehzeitpunkt 12 Jahre alt. Der Soundtrack besticht mit zwei Bob-Dylan-Songs, was der langen Freundschaft Kirklands und Dylans geschuldet ist.